# Гутенберг (замок)
Гутенберг (нем. Burg Gutenberg) — замок в Лихтенштейне. Один из пяти замков в княжестве и один из двух сохранившихся замков.

## История
Расположен на территории коммуны Бальцерс на холме высотой около 70 м. Приблизительное время строительства замка — 1100—1200 гг. В 1314 году он стал собственностью Габсбургов. В XV веке во время Старой цюрихской войны замок был серьёзно повреждён пожаром. В 1499 году в замке ночевал Максимилиан I во время войны с Конфедерацией. В 1795 году замок вновь был серьёзно повреждён пожаром. Восстановлен был лишь к 1912 году, в современном виде. С 1979 года замок является государственной собственностью.
На территории замка часто проводятся культурные мероприятия. В остальное время замок закрыт для широкого посещения.
Раскопки, проведённые на склонах холма и дворе замка, нашли останки предметов Рёссенской культуры.